# 愛西市立佐屋西小学校
愛西市立佐屋小学校（あいさいしりつ さやにししょうがっこう）は、愛知県愛西市内佐屋町にある公立小学校。

## 概要
- 佐屋町、内佐屋町、 須依町（須賀割、寅新田、屋敷、前田面、郷、砂山、喜之助、郷東、元屋敷）が校区であり、公立中学校の進学先は愛西市立佐屋中学校である[1]。
- 旧・海部郡佐屋町の小学校であった。

## 沿革
- 1981年（昭和56年）4月 - 佐屋町立佐屋小学校から分離し、佐屋町立佐屋西小学校として開校する。
- 2005年（平成17年）4月1日 - 佐織町、佐屋町、立田村、八開村が合併し、愛西市が発足。同時に愛西市立佐屋西小学校に改称する。

## 交通アクセス
- 名鉄尾西線佐屋駅下車、徒歩約15分。

## 周辺施設
- 愛知県立津島高等学校
- 愛西市立佐屋中学校
- 愛西市立佐屋小学校
- 佐屋中央保育園
- 愛西市役所
- 愛西市中央図書館
- 佐屋郵便局
- 愛西市消防本部
- ヨシヅヤ佐屋店
- いちい信用金庫佐屋支店